# 潘奇希尼
50°9′10″N 23°47′44″E / 50.15278°N 23.79556°E
潘奇希尼（烏克蘭語：Панчищини），是烏克蘭西部的村莊，隸屬利維夫州的利維夫區。該村面積0.73平方公里，海拔高度226米，2001年人口241，人口密度每平方公里330.14人。郵遞區號為80335